# Mahbes
Mahbes o Al Mahbes (en árabe: المحبس‎; en lenguas bereberes: ⵍⵎⵃⴱⵙ) es una localidad del Sáhara Occidental. Hasta 1976 perteneció al Sahara español. Situado en la provincia de Assa-Zag, dentro de la región de Guelmim-Ued Nun. Las Naciones Unidas la incluyen en la zona de amortiguamiento entre la RASD y Marruecos.
Mahbes está a 100 kilómetros de Bir Lehlu. Según el censo de 2014 tenía una población total de 4.208 personas. También su nombre es de una daira en la wilaya de Smara. Está a una altura de 525 metros y pertenece a la provincia de Smara. Al sur de esta daira se encuentra el muro marroquí, que intenta impedir las incursiones de los miembros del Frente Polisario en el territorio del Sahara Occidental ocupado por Marruecos.
En los enfrentamientos en la región desde 2020, Mahbes se convirtió en un punto activo de los conflictos militares.

## Hermanamientos
- Igualada
- Sant Celoni
- Noya
- Sesto Fiorentino[3]
- San Casciano in Val di Pesa
- San Giovanni Valdarno